# Edward Russell Gaines
Edward Russell Gaines (* 3. November 1926; † 6. September 1994) war ein römisch-katholischer Geistlicher und Bischof von Hamilton in Neuseeland sowie neuseeländischer Militärbischof.

## Leben
Edward Russell Gaines wurde am 13. Juli 1950 durch den Bischof von Auckland, James Michael Liston für das Erzbistum Wellington zum Priester geweiht.
Am 28. Oktober 1976 wurde er von Papst Paul VI. zum Titularbischof von Domnach Sechnaill und Weihbischof des Bistums Auckland ernannt.
Die Bischofsweihe empfing er am 8. Dezember 1976 durch den Bischof von Auckland, John Mackey. Kokonsekratoren waren der Erzbischof von Wellington Reginald John Kardinal Delargey und der Apostolische Delegat für den Pazifischen Ozean, Bischof Angelo Acerbi.
Am 6. März 1980 wurde Gaines zum Bischof von Hamilton, am 19. Juni 1981 zusätzlich zum neuseeländischen Militärbischof ernannt.
Gaines starb am 6. September 1994.